# Хутір Шевченка (Житомир)
Шевченка хутір — колишній хутір, наразі частина міста Житомира.

## Розташування
Колишній хутір розташований на західній околиці Житомира, у межах Богунського адміністративного району. Місцевість оточують річка Лісна з півночі та лісові масиви з півдня, заходу та сходу.
Головною вулицею місцевості є Соснова вулиця — стародавній шлях на Барашівку.

## Історичні відомості
Хутір Шевченка утворений в 1923 році в результаті злиття хуторів Айзика та Жникрупи в один населений пункт.
Хутір Айзика відомий з кінця XVIII ст., розташовувався на захід від нинішього Соснового майдану, між шляхом на Барашівку (сучасною вулицею Сосновою) та правим берегом річки Лісної. Згідно з переписом населення 1897 р., хутір налічував 153 мешканці. Станом на 1906 рік, хутір Айзика — населений пункт Троянівської волості Житомирського повіту. Згідно з картографічними даними «двоверстовки» 1908—1909 рр., хутір складався з 11 дворів.
Хутір Жникрупи відомий з початку ХІХ ст. На мапах початку ХХ ст. показаний у внутрішніх межах дороги, що бере початок та закінчується на Барашівському шляху й оточує хутір напівкільцем, тобто в межах нинішньої Дачної вулиці. Станом на 1906 рік — хутір Жникрупа Троянівської волості Житомирського повіту налічував 8 дворів, чисельністю населення 46 мешканців. Згідно з картографічними даними «двоверстовки» 1908—1909 рр., хутір складався з 14 дворів.
З 1923 хутір Шевченка підпорядковувався Альбінівській сільській раді та налічував 55 дворів із 333 мешканцями. В цьому ж році хутір увійшов до складу новоствореної Богунської сільської ради Троянівського району.
З 1930 року хутір, в складі сільської ради, підпорядковано Житомирській міській раді.
З 1934 року хутір разом іншими населеними пунктами Богунської сільської ради приєднано до міста Житомира.